# Anupama Niranjana
Pour les articles homonymes, voir Niranjana (homonymie).
Anupama Niranjana (en kannada : ಅನುಪಮಾ ನಿರಂಜನ, née en 1934 et morte en 1991) était une femme médecin en Inde et une auteure de fiction et de non-fiction.
Elle défendait le point de vue de la femme et était l'un des écrivains indiens d’expression kannada. Son roman Runamuktalu a été adapté en un film.

## Biographie
Née Venkatalakshmi en 1934,, elle a tenu à faire des études supérieures, de médecine. Elle a exercé comme médecin à Dharwad et Bangalore, conciliant durant des années cette activité et ses créations littéraires. Elle s'est mise très tôt à l'écriture et a écrit plusieurs romans et récits traitant de questions sociales, en particulier de la question des femmes. Son roman Runamuktalu a été adapté en un film, éponyme, diffusé en 1984, avec un certain succès, par Puttanna Kanagal. Un autre de ses romans, Madhavi, emprunte son intrigue à un des récits du Mahabharata, une épopée de la mythologie hindoue. Le personnage de Madhavi est une fille de rois qui sert de monnaie d'échanges dans des négociations entre rois, illustrant pour l'auteure le sort quelquefois dévolue aux femmes en Inde,. Anupama Niranjana est également l’auteure de plusieurs ouvrages de vulgarisation médicale, et d'ouvrages pour la jeunesse. Elle est morte en 1991, d'un cancer.
Elle était mariée à l'écrivain Niranjana, d’expression kannada également. Leurs filles Tejaswini (en) et Seemanthini sont deux universitaires bien connues.

## Principales publications
- Anant Geetha
- Shwetambari
- Sneh Pallavi
- Runamuktalu
- Kanmani
- Odalu
- Nenapu: Sihi-Kahi
- Kallol
- Aala
- Mukti Chitra
- Madhavi
- Ghosha
- Nati
- Moolamukhi
- Cancer Jagattu
- Taayi magu
- Dinakkondu kathe (recueil d’histoires pour enfants)